# ベビーローテンション
「ベビーローテンション」は、日向めぐみのmeg rock名義での最初のシングル。2005年2月24日にMellow Headから発売された。

## 概要
表題曲「ベビーローテンション」はテレビアニメ『ピーチガール』のオープニング主題歌として使用された。もともとmeg rockは『ピーチガール』の原作の愛読者であったため、最初に主題歌のオファーがあった際には、嬉しくて即答で話を受けたと語っている。
3曲目に収録された「どこまでも」は、同アニメの挿入歌として使用された。

## 収録曲
（全作詞・作曲：meg rock）
1. ベビーローテンション [3:21]
編曲：加藤大祐
  - テレビアニメ『ピーチガール』オープニングテーマ
2. NNN(ノリにノっているノゥミソ) [3:20]
編曲：齋藤真也
3. どこまでも [4:51]
編曲：加藤大祐
  - テレビアニメ『ピーチガール』挿入歌
4. ベビーローテンション/sing-along-mix
5. NNN(ノリにノっているノゥミソ)/sing-along-mix
6. どこまでも/sing-along-mix